# Luxembourg Open 2024
Die Luxembourg Open 2024 im Badminton fanden vom 2. bis zum 5. Mai 2024 in Luxemburg (Stadt) statt.

## Sieger und Platzierte
| Disziplin    | Gold                                    | Silber                          | Bronze                         |
| ------------ | --------------------------------------- | ------------------------------- | ------------------------------ |
| Herreneinzel | Alex Lanier                             | Jason Teh Jia Heng              | Darshan Pujari                 |
| Herreneinzel | Alex Lanier                             | Jason Teh Jia Heng              | Chirag Sen                     |
| Dameneinzel  | Hina Akechi                             | Riko Gunji                      | Tara Shah                      |
| Dameneinzel  | Hina Akechi                             | Riko Gunji                      | Devika Sihag                   |
| Herrendoppel | William Kryger Boe Christian Faust Kjær | Rasmus Espersen Marcus Rindshøj | Natan Begga Baptiste Labarthe  |
| Herrendoppel | William Kryger Boe Christian Faust Kjær | Rasmus Espersen Marcus Rindshøj | Tori Aizawa Daisuke Sano       |
| Damendoppel  | Miki Kanehiro Rui Kiyama                | Chloe Birch Estelle van Leeuwen | Elsa Jacob Camille Pognante    |
| Damendoppel  | Miki Kanehiro Rui Kiyama                | Chloe Birch Estelle van Leeuwen | Akari Sato Maya Taguchi        |
| Mixed        | Grégoire Deschamp Iben Bergstein        | Kristoffer Kolding Mette Werge  | Tom Lalot Trescarte Elsa Jacob |
| Mixed        | Grégoire Deschamp Iben Bergstein        | Kristoffer Kolding Mette Werge  | Kota Ogawa Misaki Kurashima    |